# پرت اند ویتنی سری واسپ
پرت اند ویتنی سری واسپ (به انگلیسی: Pratt & Whitney Wasp series) یک موتور هواگرد ساختِ کارخانهٔ پرت اند ویتنی در کشور ایالات متحده آمریکا است . 